# Batalla de La Laja
La batalla de La Laja tuvo lugar el 28 de enero de 1865 en la sierra norte de Pahuatlan en Puebla, México, entre el Ejército mexicano de la República contra el Ejército del Segundo Imperio francés.

## Antecedentes
Para 1865 México se encontraba bajo el control de Maximiliano de Habsburgo y el Segundo Imperio francés, sin embargo aun había fuerzas liberales leales al gobierno del presidente Benito Juárez quienes no en pocos casos eran objeto del llamado de los emperadores Maximiliano y Carlota para que en conjunto con sus fuerzas, traicionaran al presidente Benito Juárez y se unieran al Imperio. Bajo este tenor, el 12 de agosto de 1864 el coronel José Luis Lechuga, jefe supremo de las fuerzas liberales acantonadas en Pahuatlán, Sierra Norte del estado de Puebla fue invitado a México por los mismos emperadores Maximiliano y Carlota de forma amistosa para que se sometiera al Imperio que ya regía como parte de un llamado que hacían los emperadores a los jefes militares en toda la República para dar a conocer su plan de gobierno y de esta manera tomar el control de las fuerzas armadas distribuidas en toda la República Mexicana, desde luego ofreciéndoles el dinero que dichos comandantes quisieran en oro además de pertrechos de guerra para fomentar el Imperio.
El coronel Lechuga se presentó en el castillo de Chapultepec ante los emperadores, siendo la emperatriz Carlota quien dialogó con él y le invitó a unirse al Imperio o de otra forma quienes no lo hicieran serían batidos de sus plazas por la fuerza de las armas. Pidió el coronel Lechuga la gracia de ir a consultar con su mando supremo el general Rafael Cravioto a Huauchinango otorgando los emperadores tres meses de plazo perentorio para decidir. Después de consultarlo con el Estado mayor, el coronel Lechuga se trasladó a Pahuatlán con la consigna y órdenes de quemar hasta el último cartucho en la defensa de su plaza. Un mes antes de terminarse el plazo perentorio se presentó ante el coronel Lechuga una embajada compuesta por dos personas: Manuel Veytia y El Conde de Cinco Iglesias, el primero, diplomático aliado del imperio, el segundo jefe de “Fe y Bien” del batallón francés acuartelado en Tulancingo, Hidalgo. Estas personas le entregaron un oficio del cuartel general francés donde Maximiliano de Habsburgo le invitaba nuevamente y antes del plazo convenido a unirse al Imperio y se le ofrecían tres mil pesos en oro mexicano 500 rifles franceses y 100 cajas de parque para fomentar el imperio. El coronel señaló que de momento le era imposible responder pero que pasaría el oficio de su excelencia a consideración del Estado mayor en Huauchinango.

## La amenaza imperial
Veinte días después volvió la misma embajada Imperial pero se encontraron con la negativa del coronel Lechuga, la embajada pidió entonces garantías para regresar a Tulancingo y dar parte a su cuartel general. El coronel concedió las garantías diplomáticas y tres días después recibió una carta-oficio donde se expresaba lo siguiente:
"Señor coronel jefe de la plaza de Pahuatlán.
Este Cuartel General de Operaciones ve con extrañamientos políticos revolucionarios su negativa a nuestra nobleza, oferta que le hicimos generosamente y, en vista de su negativa de aquí parte nuestra energía y dentro de pocos días será batida esa plaza de su mando y de ahí pasaremos a Huauchinango sin obstáculo alguno porque hemos vencido el cerrojo de la guerra. la llave de Hidalgo.- Firma el general conde de Lorencez y el conde de Cinco Iglesias.-Rúbricas de ambos-."
Sin embargo y dado que ni el coronel ni sus superiores pensaron en ningún momento aliarse al imperio, ya previamente habían organizado la defensa ante un inminente ataque francés.

## La batalla
La batalla de la Laja, glorioso episodio militar de México tuvo lugar el 28 de enero de 1865 a las 5 de la mañana cuando los valientes soldados tuteños y de Zacapehuaya marcan el alto a la primera avanzada francesa en el cerro de Tres Cruces, sin embargo llegó el momento en que el enemigo francés se sobrepuso y logró poner en retirada a las primeras fuerzas liberales que entraron en combate, entonces el enemigo avanzó, creyendo haber derrotado a los hombres del coronel Lechuga, hasta Xopanapa. El coronel Lechuga recibió el informe de que sus hombres habían cedido el primer punto pero el coronel no se rinde fácilmente y pone otro piquete de soldados al mando de los capitanes Felipe Castillo, Pascual Rosales y Carmen Barreda para dar refresco a los soldados que retrocedían y que ya tenían tres horas de combatir con el enemigo.
El coronel con sus binoculares logra distinguir una compañía de soldados Mexicanos que se encuentran pecho tierra y que no habían entrado en combate, decide entonces mandar mensajeros con las órdenes de que sobre la loma de la vereda del gato se abriera el fuego por los flancos, así mismo manda un explorador acompañando al teniente coronel Mérida para que lo guiara por el Cerro Boludo y saliera con sus soldados a media Laja e igualmente flanqueara al enemigo y los capitanes que ya había mandado con soldados Castillo, Rosales y Barreda avanzaron a la vanguardia y la columna de Chila (Honey) a la retaguardia y todo el grueso de la tropa al mando de los capitanes Basilio Gutiérrez, Miguel Lechuga y Macario García al frente y les ordenó vencer o morir.
Acosados por todos lados por los soldados del coronel Lechuga los clarines del enemigo tocan a retirada al ver que los muertos de su lado aumentaban cada vez más. Así comienzan a desbandarse soldados franceses veteranos de la  batalla de Magenta y la batalla de Solferino. Es cuando el primer soldado francés que rompe la línea de fuego que mantenían los chileños (Honey) en el punto de la Laja se encuentra frente a frente con el indígena José Antonio quien lo enfrenta y disparando sus armas al mismo tiempo caen muertos los dos.
Finalmente el batallón francés logra escapar llevándose la mayor parte de sus muertos y heridos.

## Copia Oficial del Parte de la Batalla
Desde el día anterior se tuvo noticia de que el enemigo en número de seicienos hombres intentaba batir esta plaza: poco después mis exploradores me dieron aviso que efectívamente se movían por el rumbo de Acaxochitlán 400 franceses, 300 tiradores y cosa de ochenta caballos. Inmediatamente se tomaron las precauciones necesarias y el día se pasó sin novedad; al día siguiente a las siete de la mañana se me dio aviso que el fuego se había roto en el punto denominado "Tres Cruces" dpnde tenía ya destacada una pequeña escolta de veinte hombres; estos valientes después de hacerle mucho daño al enemigo se replegaron a un flanco de el para batirlo después por la retaguardia, conforme a las instrucciones que de antemano se les tenían dadas.- La fatuidad del enemigo realizó el plan de ataque que me había propuesto pues todo mi anhelo era hacerlo penetrar al punto denominado "La Laja", esto se verificó y al penetrar el enemigo hasta el punto denominado "Xopanapam" una descarga de fusilería hizo ver al enemigo la celada en que había caído y un fuego nutrido fue su contestación: pero mis soldados serenos y constantes sostuvieron la carga con valor por espacio de siete horas, hasta que por fin, el enemigo acobardado completamente emprendió una fuga vergonzosa, llegando el pánico que se apoderó de él a tal extremo que tanto oficiales y soldados arrojaban sus capotes que en ese momento les estorbaban para correr. Mis soldados tomaron entonces la ofensiva, los siguieron batiendo hasta el lugar de "Tres Cruces" quedando el camino, sin exageración, intransitable a causa del inmenso botín que abandonó el enemigo.
Hasta hoy se han podido recoger veinticuatro muertos, seis prisioneros, 25 rifles, 6 fusiles más de 40 acémilas, 5 caballos enjaezados, 4 cajas de parque.......
El número de mochilas es enorme así como las cajas de galleta, tiendas y utensilios de cocina; también está en nuestro poder la caja del pagador, la del médico del cuerpo y otra multitud de baratijas que omito por no hacer más extenso este parte. Entre los muertos se encuentra el médico con prestillas de Coronel, un capitán, un teniente, un subteniente y el resto de la clase de tropa, todos estaban condecorados con la Cruz de la Legión de Honor.
Como todo el botín mencionado se ha cedido a la tropa que lo quitó, no puedo saber que otros objetos habrá perdido el enemigo, pues sirva usted de gobierno que en onzas de oro yo he visto entre los soldados más de cuarenta.
En este momento que escribo me traen un Zuavo prisionero y es muy probable que aparezcan otros, pues se que hay todavía en la montaña y se procede a su busca.
Por nuestra parte tenemos que lamentar la muerte de un soldado chileño, cuya muerte es tanto más gloriosa que ha muerto peleando cuerpo a cuerpo con el Capitán, pereciendo ambos en el campo al mismo tiempo.
También tenemos tres heridos, uno de esta Villa uno de Zacapehuaya y otro de esa ciudad.
El número de soldados que ha dado esta batalla ha sido de 120 hombres inclusos los oficiales, los recomiendo a usted a todos en general porque todos han cumplido con su deber y lo felicito a usted por este triunfo de las armas nacionales, suplicándole se sirva dar conocimiento de esto al Superior Gobierno para su satisfacción.
Patria, Libertad y República.
Pahuatlán, Enero 30 de 1865
José Luis Lechuga.
Al C general Rafael Cravioto.- Huauchinango."